# GPL Auto

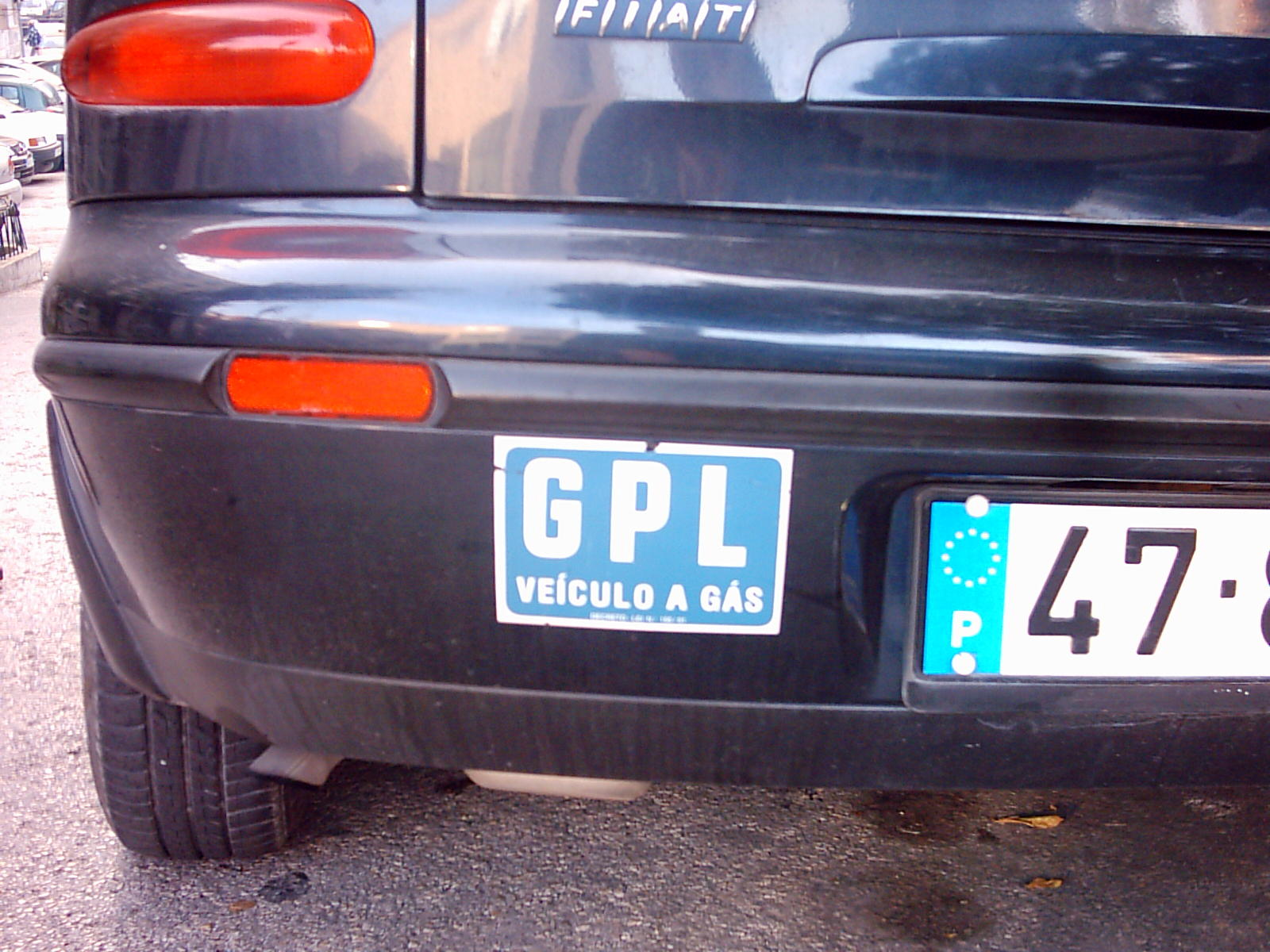
Autocolante de uso obrigatório em Portugal

GPL Auto é o uso do gás de petróleo liquefeito (GPL), também chamado de gás liquefeito de petróleo (GLP) como combustível automotivo.

## Histórico
Em Portugal, desde os anos 1970 que o GPL tem vindo a desenvolver-se como alternativa aos tradicionais combustíveis rodoviários. Atualmente circulam cerca de 40 mil automóveis a GPL-Auto em Portugal e mais de três milhões na Europa.
Por essa razão é atualmente o mais importante dos combustíveis alternativos e seguramente o mais barato (a junho de 2022 é cerca de 55% mais barato que o gasóleo e 58% mais barato que gasolina).
No Brasil seu uso foi proibido para uso veicular devido aos subsídios aplicados para fins domésticos, nos automóveis admite-se apenas o uso de gás natural.

## Origem
O gás de petróleo liquefeito é obtido a partir da destilação do petróleo, sendo o último dos produtos que se obtêm da sua refinação, o que determina que na gíria se diga que é o último a sair da chaminé da refinaria.
A referência "Auto" significa que é um combustível que pode ser utilizado como carburante, normalmente em substituição da gasolina. Uma viatura alimentada a GPL Auto dispõe de um sistema misto de carburação (GPL Auto e outro combustível).

## Características
Para a sua utilização como combustível carburante, a mistura de propano e butano é feita em percentagens variáveis, por forma a que o índice de octanas seja sempre superior a 89 MON. (Legislação Portuguesa - Despacho n° 8197/97 de Set. 97). O butano e o propano são pressurizados a 2 e 7 bar respectivamente, por forma a liquefazerem-se (passagem do estado gasoso ao líquido).
Como combustível para motores de combustão interna, é utilizado no estado gasoso permitindo assim uma excelente homogeneização com o comburente (oxigénio) e, consequentemente, uma melhor combustão, sem grande agressão para o meio ambiente, pois esta liberta para a atmosfera dióxido de carbono (C02), água (H20) e uma pequena percentagem de monóxido de carbono (CO).
Este combustível, não necessita de aditivos para lhe conferir uma melhor qualidade sendo o único aditivo presente, o etil mercaptano, que funciona como odorizante, conferindo-lhe um cheiro desagradável que permite a sua fácil identificação em caso de fuga ou derrame.
Não contém chumbo nem impurezas e tem um muito baixo teor em enxofre (algumas partes por milhão).
Devido a uma mistura de ar e combustível perfeitamente homogénea, a combustão efectuada pelo motor é mais completa e uniforme.
O seu poder calorífico (Mj/kg) também é mais elevado. No entanto, uma vez que a sua densidade é inferior,  o PCI (Mj/litro) (já que o combustível é vendido ao litro) é inferior. Os seus utilizadores tem a noção que o consumo (litros/100km) sobe, sendo compensado pelo preço inferior.
O GPL Auto facilita também o funcionamento do motor a frio e proporciona um trabalhar mais suave e silencioso;
No GPL Auto, a octanagem (índice de octanas) é mais elevado (GPL Auto cerca de 100 octanas; Gasolina Super 98 octanas; Gasolina Super 95 octanas), o que evita a ocorrência de detonação, melhorando o rendimento e prolongando a vida do motor;
Por não originar depósitos na câmara de combustão, nas válvulas e nas velas, o GPL Auto contribui para a preservação do motor.
O abastecimento torna-se mais limpo uma vez que não existem derrames (a quantidade de produto que se escapa quando se retira a pistola, é extremamente pequena e volátil).
A vida do motor do veículo sairá beneficiada com a sua utilização reiterada, nomeadamente pela ausência de ácidos (enxofre), formações anormais de carbono e ainda de combustível diluído no óleo do motor.

## O GPL e o ambiente
É um combustível mais limpo/menos sujo, mais económico e mais rentável, sendo por isso uma boa aposta para reduzir a poluição atmosférica.
Diferentes testes comparativos apontam consistentemente para emissões poluentes abaixo das emissões por motores a gasolina ou gasóleo. Um teste feito pelo Millbrook Vehicle Emissions Laboratories (UK) em 1998 e 1999 revelou os seguintes dados:
As emissões de um automóvel com instalação GPL quando comparadas com um automóvel a gasolina são:
- 75% menos emissões de monóxido de carbono (CO)
- 85% menos emissões de hidrocarbonetos não queimados (HC)
- 40% menos emissões de óxidos de azoto (NOx)
- 85% menos emissões de gases com potencial para criar Ozono
- 10% menos emissões de dióxido de carbono (CO2)

As emissões de um automóvel com instalação GPL quando comparadas com um automóvel a gasóleo são:
- 90% menos emissões de partículas (PA10)
- 90% menos emissões de óxidos de azoto (NOx)
- 70% menos emissões de gases com potencial para criar Ozono
- 60% menos emissões de dióxido de carbono (CO2)

Considerando a base de dados de aprovações de modelos do Reino Unido verificamos que no geral os veículos a GPL continuam a ser mais ecológicos no que diz respeito a emissões.
| Tipo Veículo       | NOx (g/km) | HC (g/km) | CO (g/km) | Particulas (g/km) | CO2 (g/km) |
| Gasolina Euro 4    | 0,032      | 0,054     | 0,427     | ---               | 209,8      |
| Diesel Euro 4      | 0,210      | 0,010     | 0,140     | 0,022             | 156,5      |
| Gás Natural Euro 4 | 0,019      | 0,065     | 0,464     | ---               | 174,5      |
| GPL Euro 4         | 0,025      | 0,039     | 0,531     | ---               | 178,7      |

Os automóveis com instalação GPL são ainda 30% mais silenciosos que os diesel e marginalmente mais silenciosos que os a gasolina.

## Desvantagens
Algumas instalações de GPL Auto, nomeadamente de depósitos cilindricos, podem eliminar uma parte substancial do espaço disponível na mala.
Nos kits aspirados (para carros a carburador) é normal que ocorra uma ligeira perda de potência no automóvel (cerca de 10%), já nos kits de injecção sequencial (para carros de injecção) não existe perda perceptível de potência. O consumo tem um aumento entre 5% e 15% em relação ao consumo a gasolina.
Em Portugal já é permitido o estacionamento de automóveis com instalações GPL em garagens subterrâneas, desde que cumpram todos os requisitos legais.

## Legislação em Portugal
A utilização dos gases de petróleo liquefeito como carburante de veículos automóveis foi prevista e admitida pelo DL n.º 195/91 de 25 de Maio. Nesse diploma previu-se que, para garantir um nível de segurança adequado, o conjunto dos componentes necessários à utilização do GPL enquanto combustível - o designado kit de conversão - teria de ser previamente aprovado de acordo com as características técnicas e de segurança constantes de posterior regulamento (sendo actualmente aquele regulamento o constante da portaria 350/96 de 9 de Agosto).
A homologação dos kit de conversão tem como objectivo assegurar que as condições de fiabilidade e de segurança dos automóveis adaptados ao consumo do GPL sejam, no mínimo, idênticas às dos veículos alimentados a gasolina ou a gasóleo.
Para os veículos ligeiros de passageiros, as obrigações legais decorrentes da aplicação do kit de conversão (normalmente todas elas são garantidas pelas oficinas onde se fazem as adaptações) são iguais. Aplicação de um depósito para GPL que, em caso algum, poderá ultrapassar os 100 litros de capacidade. Devem ainda os automóveis transformados ser dotados de uma válvula de dupla entrada, uma válvula de seccionamento, um indicador de nível de combustível existente no depósito à distância, um limitador de enchimento a 85% e ainda um limitador de caudal máximo. Devem ainda os automóveis utilizadores de GPL dispor de um comutador de carburantes no painel de comando junto ao condutor.
Impôs ainda o legislador, com vista à segurança, que ainda que o depósito do GPL possa ser instalado dentro do porta malas, quando assim seja, ele deve ficar perfeitamente isolado do habitáculo e do próprio porta malas, por forma a garantir que em circulação não haja embate de objectos com o depósito do GPL. Quanto ao depósito, obriga ainda a lei, que este seja colocado em posição que garanta, em caso de acidente, a impossibilidade de choque directo com aquele, proibindo-se ainda que o depósito seja instalado junto da zona do motor.
Depois de transformado, a circulação do automóvel fica condicionada à aprovação numa inspecção extraordinária requerida pelo proprietário à DGV.
Os documentos necessários para proceder à alteração, são os seguintes: impresso, mod. 1402 a entregar no Serviço Regional da DGV, da sua área de residência; livrete; certificado de instalação do sistema de alimentação de GPL emitido por entidade creditada para o efeito, nos termos no Anexo III da Portaria n.º 982/91, de 26 de Setembro; fotocópia do título de registo de propriedade e fotocópia do BI. A substituição do livrete tem custos.
Em relação à circulação do automóvel "convertido" é de realçar sobretudo a obrigatoriedade de identificar o automóvel, com o conhecido autocolante azul com a letras GPL, de acordo com o regulamentado no art. 17.º da Portaria 350/96, a pôr de forma a ser facilmente visto do exterior (pode ser tanto à frente, como na retaguarda, como dentro do veículo!) (a não identificação nestes termos, quando verificada, implica a aplicação de uma coima. Fundamental é também saber que os automóveis movidos a GPL apenas podem ser estacionados ao ar livre, independentemente da existência ou não de advertência à entrada de parques de estacionamento fechados. O estacionamento deste tipo de veículos em recintos fechados implica a aplicação de uma coima perto dos 1000€.
A Associação Nacional de Instaladores e Consumidores GPL (ANIC GPL), fundada em 2004, tem vindo a travar uma enorme batalha no que diz respeito, a revogação dos Decretos-Lei de 1991, nomeadamente, as que obrigam o uso do autoclante GPL e a proibição da circulação dos automóveis GPL nos parques subterrâneos. Medidas essas, que são únicas em Portugal. No Reino Unido, por exemplo, os automóveis a GPL têm descontos no acesso aos parques subterrâneos, pois os incentivos devem ser cada vez maiores de modo a que as oscilações dos preços do petróleo não influenciem tanto a economia.
Finalmente em 2013 a batalha rendeu seus os frutos e nova legislação foi aprovada após várias tentativas por parte de entidades defensoras deste económico e ecológico combustível. Deixamos aqui as ligações para os Decreto Lei e Regulamento do setor:

## Estatísticas
Alguns valores aproximados da utilização de veículos com instalação GPL:
- Mundo - 25.000.000 veículos[2]
- Portugal - 60.000[3]